# Sista andetaget
Sista andetaget är en balladlåt skriven av Dan Attlerud och Thomas Thörnholm. Jan Johansen framförde låten i den svenska Melodifestivalen 2002, där den tog sig vidare från deltävling 4 i Falun, via Andra chansen, till svensk final och väl där slutade bidraget på sjunde plats.
Singeln utkom samma år, och placerade sig som högst på 13:e plats på den svenska singellistan.
Melodin testades även på Svensktoppen, där den tog sig in den 30 mars 2002. Där låg den i nio veckor innan den blivit utslagen.
I Dansbandskampen 2009 framfördes låten av 90's Avenue.

## Listplaceringar
| Lista (2002) | Topplacering |
| ------------ | ------------ |
| Sverige      | 13           |